# Zakir Hussain (Politiker)

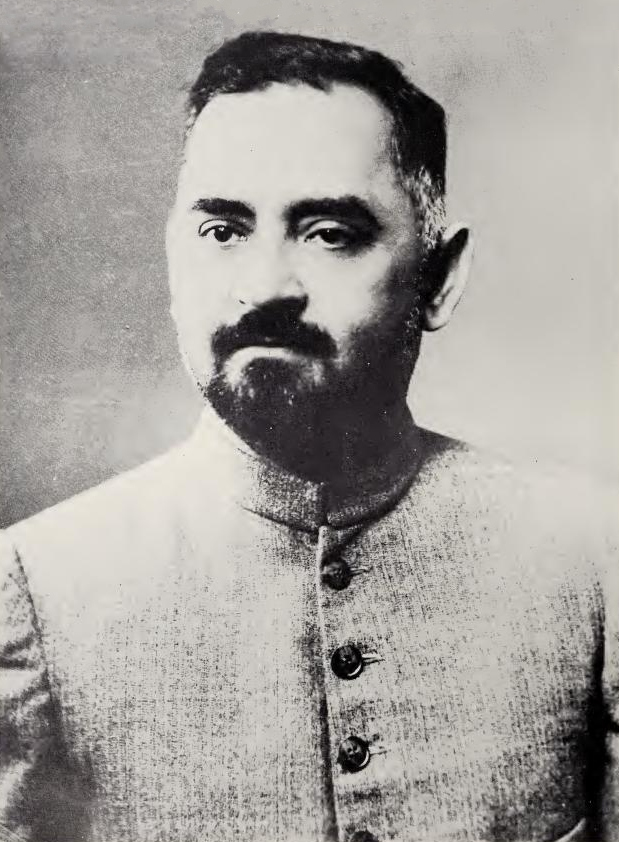
Zakir Hussain Khan

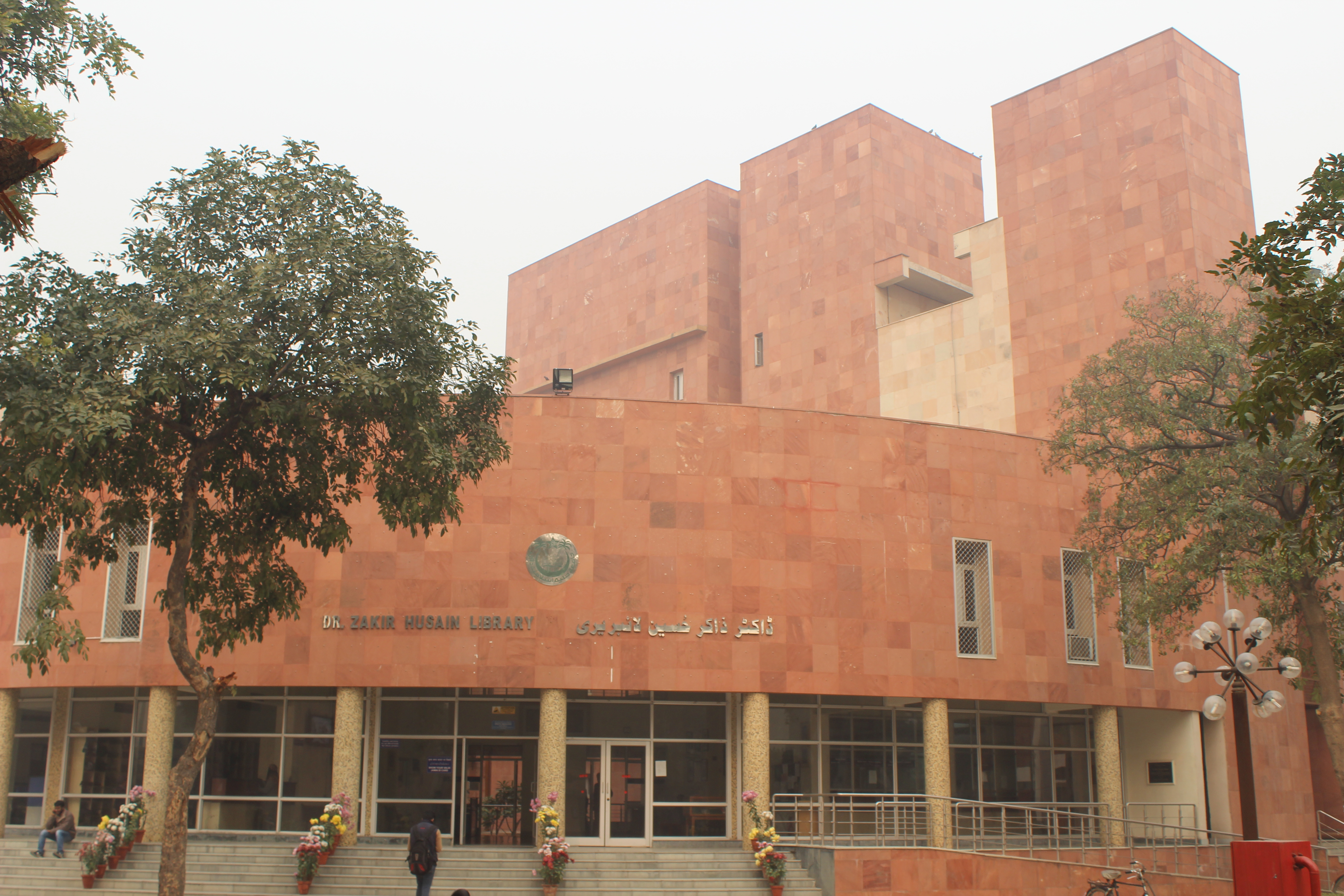
Zakir-Hussain-Bibliothek in der Nationalen islamischen Universität (Jamia Millia Islamia)

Zakir Hussain (Urdu ذاکِر حسین, Telugu జాకీర్ హుస్సైన్; * 8. Februar 1897 in Farrukhabad, Hyderabad State, heute Andhra Pradesh; † 3. Mai 1969 in Neu-Delhi) war ein indischer Erziehungswissenschaftler und Politiker. Er war Präsident der Republik Indien von 1967 bis 1969.

## Leben
Der Sohn muslimischer Eltern stammte aus einer paschtunischen Familie aus Farrukhabad. Er studierte Erziehungswissenschaften und Volkswirtschaft in Aligarh und promovierte 1926 an der Universität zu Berlin mit einer Arbeit über den Pädagogen Georg Kerschensteiner. In dieser Zeit gab er auch Die Botschaft des Mahatma Gandhi in einem deutschen Verlag heraus.
Zakir Hussain war bereits seit 1923 einer der Initiatoren der Gründung der islamischen Universität Jamia Millia Islamia, deren Rektor er von 1926 bis 1948 war. Von 1948 bis 1956 war er Vizekanzler der Aligarh Muslim University.
Von 1957 bis 1962 war Sakir Hussain Gouverneur von Bihar. 1962 übernahm er das Amt des Vizepräsidenten Indiens. Die Kongresspartei stellte Zakir Hussain als ihren Kandidaten für die Präsidentschaftswahl in Indien 1967 auf. Zakir Hussain war dabei der erste muslimische Kandidat für dieses Amt. Er wurde am 6. Mai 1967 zum indischen Staatspräsidenten gewählt. Er starb nach nur zwei Jahren in seinem Amt.